# El Hierro
El Hierro (zwana też Isla del Meridiano, „Wyspą Południkową”) – wyspa w hiszpańskim archipelagu Wysp Kanaryjskich zaliczanym do Makaronezji. Jest położona najdalej na południe i na zachód w archipelagu. Wyspa skalista i górzysta, o powierzchni 278 km², zamieszkana (według danych za 2003) przez 10162 mieszkańców.
Wyspa znajduje się pod administracją hiszpańską od czasu podboju przez Jeana de Béthencourt. W 2000 została uznana przez UNESCO za rezerwat biosfery. W 2014 stała się samowystarczalna pod względem energetycznym wyłącznie dzięki wykorzystaniu odnawialnych źródeł energii.

## Nazwa wyspy
Nazwa wyspy wywodzi się z języka pierwotnych mieszkańców Wysp Kanaryjskich, Guanczów, nazywających ją Hero; po hiszpańskich podbojach przekształciła się w El Hierro, co oznacza po hiszpańsku „żelazo”. Łacińska nazwa żelaza ferrum spowodowała, że w innych językach, w tym we francuskim, niemieckim i duńskim, a także na mapach opisanych po łacinie zamiennie używa się dla tej wyspy nazwy Ferro.

## Południk Ferro

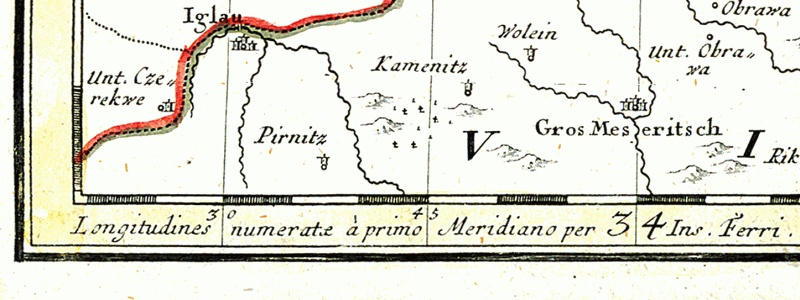
fragment mapy Górnego Śląska z 1746 roku z oznaczeniami długości geograficznej obliczanej względem El Hierro (jako Ferro)

Flaga El Hierro

Przez stulecia położenie wyspy uznawano za punkt odniesienia do wykreślania map i dokonywania obliczeń geograficznych, szczególnie dla nie-brytyjskich żeglarzy i geografów. To dlatego, że do czasu aż Krzysztof Kolumb odkrył nowy kontynent, była ona najdalej wysuniętym na zachód skrawkiem lądu w niskich szerokościach geograficznych, który był znany Europejczykom. Już w II wieku naszej ery Ptolemeusz wykorzystał ją jako południk odniesienia, dzięki czemu współrzędne geograficzne wszystkich punktów na znanym świecie były wschodnie i według przyjętej konwencji – „dodatnie”.
W 1634 Ludwik XIII i Richelieu potwierdzili, że południk Ferro powinien być używany na mapach jako południk odniesienia, jako przebiegający przez najdalej na zachód wysunięty ląd „Starego Świata” i – jak uznawano – dokładnie 20 stopni na zachód od Paryża. Mimo że przy dokładniejszych późniejszych pomiarach okazało się, że El Hierro leży dokładnie o 20°23′9″ na zachód od Paryża, to utrzymano zasadę, że Paryż leży dokładnie na 20°0′0″ od południka Ferro, czyli innymi słowy położenie południka odniesienia („zerowego”) zdefiniowano na podstawie położenia Paryża. Natomiast dzisiaj, według powszechnie stosowanego obecnie systemu współrzędnych geograficznych, przyjmujących Greenwich jako południk zerowy, południk Ferro ma położenie 17°39′46″W, natomiast szerokość geograficzna wyspy wynosi 27°45′N.

## Zjawiska wulkaniczne w pobliżu wyspy
Od roku 2010 na wyspie El Hierro notowane są częstsze niż w przeszłości wstrząsy sejsmiczne, a na morzu w okolicy wyspy, kilka kilometrów na południe od niej, widoczne są skutki trwającej pod wodą erupcji wulkanicznej (wzrost temperatury wody, wiry, wydobywający się gaz i wypływające kawałki materiału piroklastycznego). Według wulkanologów zjawiska te wskazują na tworzenie się w tym miejscu nowej wyspy, która w przyszłości może się połączyć z wyspą El Hierro.